# ヌヴェル＝レ＝ラ＝シャリテ
ヌヴェル＝レ＝ラ＝シャリテ （Neuvelle-lès-la-Charité）は、フランス、ブルゴーニュ＝フランシュ＝コンテ地域圏、オート＝ソーヌ県のコミューン。

## 歴史
コミューンは、1812年に合併したヌヴェルの村落と、シャリテ集落から構成されている。
シャリテの聖母に捧げられたシャリテ修道院は、シトー会の男子修道院で、アデライード・ド・トラヴェセの要請によって1133年にベルヴォーの修道士たちによって設立された。修道院は1791年に姿を消してしまったが、ブザンソン司教座に含まれる、現在のヌヴェル＝レ＝ラ＝シャリテにあった。

## 人口統計
| 1962年 | 1968年 | 1975年 | 1982年 | 1990年 | 1999年 | 2008年 | 2013年 |
| ------ | ------ | ------ | ------ | ------ | ------ | ------ | ------ |
| 212    | 207    | 194    | 188    | 199    | 201    | 228    | 231    |

参照元:1962年から1999年までは複数コミューンに住所登録をする者の重複分を除いたもの。それ以降は当該コミューンの人口統計によるもの。1999年までEHESS/Cassini、2004年以降INSEE。